# Mademoiselle Midnight
Mademoiselle Midnight is een Amerikaanse filmkomedie uit 1924 onder regie van Robert Z. Leonard. Destijds werd de film in Nederland uitgebracht onder de titel Nachtvlindertje.

## Verhaal
Renée woont op een landgoed in Mexico. Haar grootmoeder was in Frankrijk berucht om haar wufte levenswandel en werd op aandringen van keizerin Eugénie door keizer Napoleon III verbannen naar Mexico. Renée wordt 's nachts op het landgoed opgesloten door haar vader, zodat ze niet in de voetsporen van haar grootmoeder zou kunnen treden. Ze wordt verliefd op een Amerikaan en wordt ook het hof gemaakt door de vogelvrij verklaarde Manuel Corrales.

## Rolverdeling
| Acteur               | Personage                          |
| -------------------- | ---------------------------------- |
| Mae Murray           | Renée de Gontran / Renée de Quiros |
| John St. Polis       | Kolonel de Gontran                 |
| Paul Weigel          | Napoleon III                       |
| Earl Schenck         | Keizer Maximiliaan                 |
| Clarissa Selwynne    | Keizerin Eugénie                   |
| J. Farrell MacDonald | Hertog de Moing                    |
| Monte Blue           | Owen Burke / Jerry Brent           |
| Robert McKim         | João / Manuel Corrales             |
| Robert Edeson        | Don Pedro de Quiros                |
| Nick De Ruiz         | Don José de Quiros                 |
| Nigel De Brulier     | Dr. Sanchez                        |
| Johnny Arthur        | Carlos de Quiros                   |
| Otis Harlan          | Padre Francisco                    |
| Evelyn Selbie        | Chiquita                           |
| Mathilde Comont      | Dueña / Mevrouw Nellie             |